# Incidente de Nanjing (1976)
O incidente de Nanjing, ou Movimento da Força Anti-Revolução Cultural de Nanjing, foi um movimento para comemorar Zhou Enlai e se opor à Revolução Cultural (1966-1976) que ocorreu em Nanjing, China, em 1976. O movimento foi inicialmente organizado por membros do corpo docente e estudantes da Universidade de Nanjing. Logo se espalhou por todo o país e levou ao incidente de Tiananmen.
O movimento foi causado pela morte do primeiro-ministro Zhou Enlai em 8 de janeiro de 1976 e pelo festival de Qingming em 5 de abril daquele ano. A Gangue dos Quatro antecipou que as pessoas usariam o festival de Qingming para comemorar a morte de Zhou, já que muitos sentiram que ele não havia sido devidamente homenageado imediatamente após sua morte. Em 25 de março, o jornal de Xangai Wenhui Bao, controlado pela Gangue dos Quatro, publicou um artigo criticando Deng Xiaoping, com ataques implícitos a Zhou como "apoiador" de Deng, por ideias capitalistas. Isso resultou em grandes multidões de manifestantes, incluindo ex-Guardas Vermelhos, cercando os escritórios do jornal. Em Nanjing, protestos semelhantes se espalharam da Universidade de Nanjing para as ruas da cidade, com pessoas carregando coroas de flores para o Memorial Yuhuatai. Mais tarde, apoiadores da Gangue dos Quatro removeram as coroas de flores e reprimiram as notícias do protesto nos canais oficiais de mídia, mas a notícia ainda se espalhou para outras cidades. Em resposta aos protestos, Deng foi criticado em uma reunião do Politburo por liderar capitalistas e tentar tomar o poder.
Os protestos de Nanjing posteriormente se espalharam para Pequim no incidente de Tiananmen. Em 30 de março de 1976, coroas de flores em homenagem a Zhou Enlai começaram a aparecer em Pequim. Em 4 de abril, mais de duas mil coroas de flores haviam sido depositadas na Praça da Paz Celestial, e mais de cem mil protestaram contra sua posterior remoção. Os manifestantes foram instruídos a sair e, às 23h00 de 5 de abril, a milícia retirou os restantes mil manifestantes, usando cassetetes e prendendo mais de uma centena de pessoas.